# 普萊森特湖 (麻薩諸塞州富蘭克林縣)
普萊森特湖（英語：Lake Pleasant）是位於美國麻薩諸塞州富蘭克林縣的一個非建制地區。

## 地理
普萊森特湖所處的海拔為高於海平面97米（即318英呎），而該地所採用的時區為UTC-5，即北美东部時區（EST）。同時該地設有夏令時間，為UTC-5調快一小時，即UTC-4（EDT）。